# Dobra praktyka higieniczna
Dobra praktyka higieniczna (ang. Good Hygienic Practice – GHP) – działania, które muszą być podjęte, i warunki higieniczne, które muszą być spełniane i kontrolowane na wszystkich etapach produkcji lub obrotu, aby zapewnić bezpieczeństwo żywności.
Wymagania dobrej praktyki higienicznej obejmują:
- dobór odpowiedniego wyposażenia technicznego
- lokalizację i otoczenie zakładu produkcji żywności
- procedurę mycia, dezynfekcji, konserwacji maszyn i urządzeń
- rozmieszczenie pomieszczeń i wyposażenia w zakładzie
- stosowanie odpowiednich procedur i operacji technologicznych
- szkolenie i higienę osobistą pracowników.
- zapewnienie bezpieczeństwa mikrobiologicznego i odpowiedniej jakości wszystkich surowców